# Eyes Adrift (альбом)
Eyes Adrift — єдиний альбом однойменного американського супергурту, що вийшов у 2002 році.

## Історія виходу
Учасниками проєкту Eyes Adrift стали колишні музиканти відомих американських рок-гуртів гітарист Курт Кірквуд (Meat Puppets), бас-гітарист Кріст Новоселіч (Nirvana) та барабанщик Бад Го (Sublime). Під час сольного турне Кірквуда до нього незалежно один від одного звернулись Новоселіч та Го, запропонувавши пограти разом. Після закінченні турне наприкінці 2001 року музиканти зібрались в рідному для Кірквуда Остіні та написали декілька нових пісень. Слідом за швидкоплинним клубним туром на початку 2002 року було вирішено записати їх в техаській студії Wire Recording.
Платівка Eyes Adrift вийшла 24 вересня 2002 року на лейблі spinART. До її складу увійшли 12 оригінальних композицій. Музична складова альбому не зовсім співпадала з тим, що грали Nirvana або Meat Puppets, але все ж була ближчою до стилістики, притаманної Курту Кірквуду. В музичних публікаціях стилістику Eyes Adrift назвали «альт-кантрі». Дев'ять пісень виконав Курт Кірквуд, серед яких «Alaska», що вийшла єдиним синглом. Новоселіч заспівав на трьох піснях, включаючи «Inquiring Minds», присвячену загадковому вбивству юної королеви краси Джонбенет Ремзі.

## Критичні відгуки
В музичному каталозі AllMusic альбом оцінили на дві зірки з п'яти. Браян О'Ніл порівняв гурт із «тріо споріднених душ, … які збираються навколо багаття, щоб зіграти декілька нових улюблених мелодій без зовнішнього тиску і жодних зобов'язань». На його думку, показовою стала п'ятнадцятихвилинна завершальна композиція «Paste», безладний психоделічний кантрі-джазовий трек, який могли б свого часу видати Ніл Янг та Crazy Horse, а найкращою на альбомі — «Telescope», що хоч якось відрізняється від інших своєю жвавістю. Проте, в цілому О'Ніл назвав альбом досить посереднім і відзначив, що якщо музикантам байдуже на слухачів, то і слухачі можуть відповісти взаємністю.
На сайті Trouser Press відзначили, що Eyes Adrift є «гідним нащадком» попередніх колективів музикантів, але мало чим зобов'язаний їм та є досить цікавим сам собою.

## Список композицій
| #   | Назва                       | Тривалість |
| --- | --------------------------- | ---------- |
| 1.  | «Sleight Of Hand»           | 4:16       |
| 2.  | «Alaska»                    | 2:55       |
| 3.  | «Inquiring Minds»           | 2:48       |
| 4.  | «Untried»                   | 4:00       |
| 5.  | «Blind Me»                  | 4:05       |
| 6.  | «Dottie Dawn & Julie Jewel» | 3:08       |
| 7.  | «Solid»                     | 3:35       |
| 8.  | «Pyramids»                  | 5:15       |
| 9.  | «Telescope»                 | 4:09       |
| 10. | «Slow Race»                 | 4:58       |
| 11. | «What I Said»               | 4:37       |
| 12. | «Pasted»                    | 15:36      |

## Учасники запису
| Eyes Adrift - Кріст Новоселич — бас-гітара, вокал - Курт Кірквуд — гітара, вокал - Бад Го — ударні, перкусія, синтезатор Запрошені музиканти - Джиммі Шортелл — труба | Технічний персонал - Річард Лакетт — артдиректор - Корі Л. Мур — менеджер - Брент Ламберт — майстерінг - Джон Плімейл — зведення - Майкл Халсбенд — фотограф - Стюарт Салліван — звукоінженер |